# Édouard Molé
Édouard Molé (Troyes, 1611 - Bayeux, 6 de abril de 1652) fue un noble y sacerdote católico francés, obispo de Bayeux.

## Biografía
Édouard Molé nació en Troyes hacia 1611, en el seno de una familia noble. Sus padres fueron Matthieu Molé, primer presidente del parlamento de París y Renée Nicolai. Destinado a la carrera eclesiástica, Édouard fue abad comendador de Saint-Paul-de-Verdun y de Saint-Croix de Burdeos y tesorero de la Sainte-Chapelle de París. Fue nombrado obispo de Bayeux el 23 de noviembre de 1648 por el rey Luis XIV de Francia y confirmado ese mismo año por el papa Inocencio X. Recibió la consagración episcopal el 14 de febrero de 1649, en la iglesia de la Sorbona de París, de manos del cardenal Charles de Montchal, arzobispo de Toulouse.
Durante su corto episcopado se dedicó a la defensa de la fe cristiana católica contra el avance del protestantismo, favoreció el desarrollo y la fundación de nuevas órdenes religiosas, entre ellas la Orden de Nuestra Señora de la Caridad en Caen, en 1651. Murió el 6 de abril de 1652 y fue sepultado en el panteón familiar.